# ديفيس دانيال
ديفيس دانيال (بالإنجليزية: Davis Daniel)‏ هو مغن مؤلف أمريكي، ولد في 1 مارس 1961.

## وصلات خارجية
- ديفيس دانيال على موقع ميوزك برينز (الإنجليزية)
- ديفيس دانيال على موقع ديسكوغز (الإنجليزية)